# Khowr (ort i Iran)
Khowr (persiska: خور, Khūr) är en ort i Iran.   Den ligger i provinsen Fars, i den södra delen av landet, 900 km söder om huvudstaden Teheran. Khowr ligger 808 meter över havet och antalet invånare är 6 370.
Terrängen runt Khowr är kuperad åt sydväst, men åt nordost är den platt. Runt Khowr är det glesbefolkat, med 15 invånare per kvadratkilometer. Khowr är det största samhället i trakten. Omgivningarna runt Khowr är i huvudsak ett öppet busklandskap.